# ثالاتوسوكيات
الثالاتوسوكيات (Thalattosuchia) هو اسم فرع حيوي لأشباه تمساحيات بحرية عاشت من الجوراسي المبكر إلى الطباشيري المبكر، ويُشار إليها بشكل غير رسمي باسم التماسيح البحرية أو تماسيح البحر، على الرغم من أنها ليست أعضاء في التمساحيات.